# 足利花卉公園站
足利花卉公園站（日语：／ Ashikaga Furawa Paku eki */?）是一個位于日本栃木縣足利市迫间町字本乡的鐵路车站，屬於东日本旅客铁道（JR东日本）两毛线。在2018年4月1日开业。

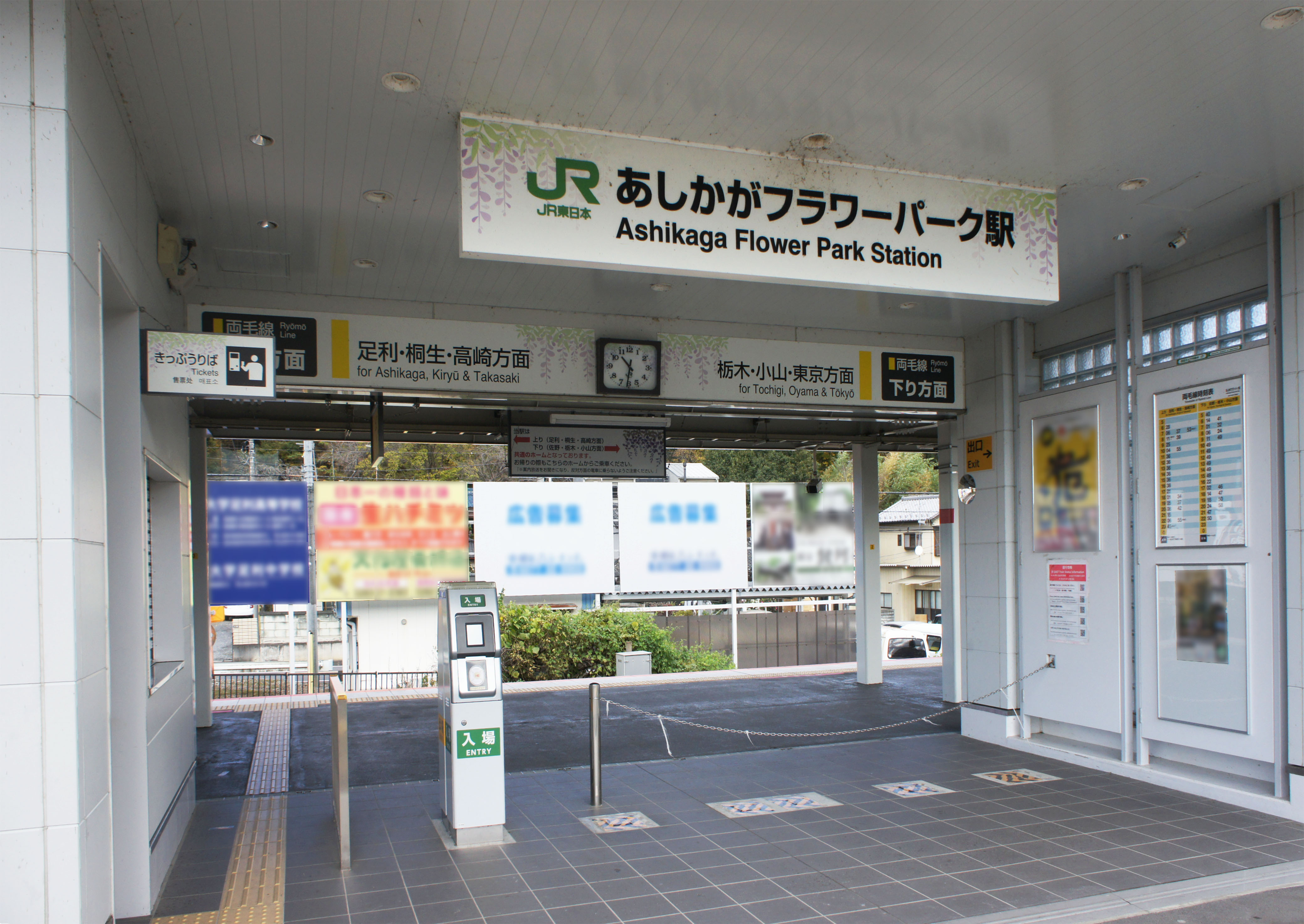
閘口（2021年11月）

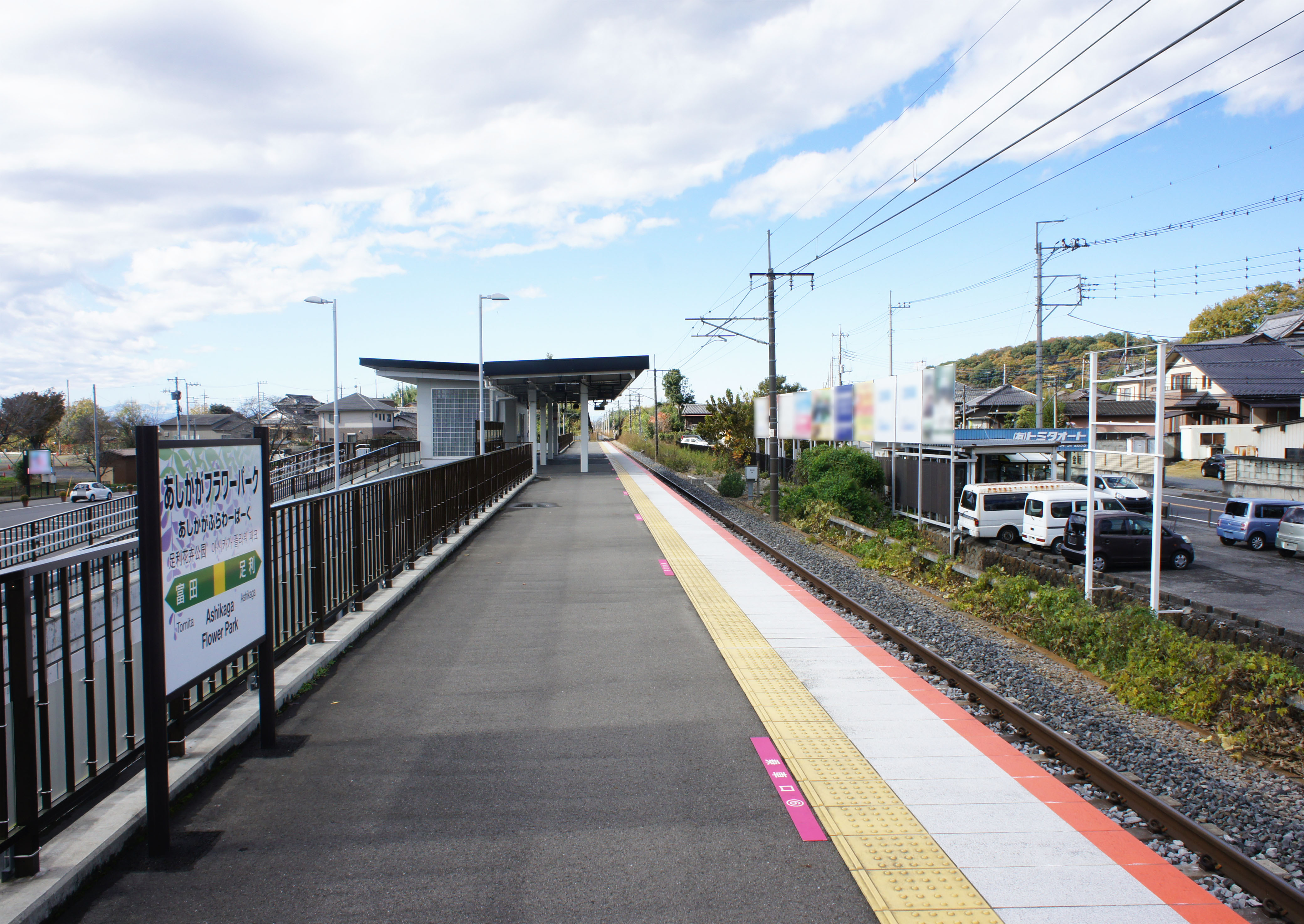
月台（2021年11月）

## 建设的经过
关于在足利花卉公園和栗田美术馆之间的足利市迫间町的地点设置新车站，2016年（平成28年）足利市和东日本旅客铁道高崎分公司之间达成协议，2017年（平成29年）4月签订基本协议书，同年6月19日签订事业实施协议，同年8月9日動工。设置场所与以前富田站-足利站之间存在的东足利站（1968年（昭和43年）10月1日停止，1987年（昭和62年）4月1日废止）的位置不同。
开业时间为2018年（平成30年）4月1日，是为了配合枥木县的Destination宣传活动（2018年4月-6月）举办的，开业后，从富田站步行到花公园的铁路路线将大幅缩短至最短1分钟（西门开放時）在繁忙時期（藤花物語、光之花之庭）時。在前往正門時需花時間繞過東邊，在足利花卉公園官方網頁上表示需步行約3分鐘。。
足利市于2017年（平成29年）7月对市民进行了站名公开招募。同年12月7日，JR东日本以市民投票最多的得票“足利花卉公園站”为最终决定。
根据足利市的统计，预计总项目费用约为15亿日元，车站本体的整备费约为81900万日元，市约为3亿9600万日元，JR约为3亿2300万日元，县分别负担1亿日元。除此之外，车站前广场整备的预计金额将由市单独负担4亿日元，关于Suica的引进费用计划另行协商。
足利市于2016年（平成28年）5月实施的调查显示，aya在花园游客中使用铁路的比例为9%。在足利市，由于设置了新车站，比例提高到了20%左右，目标是缓和季节中的交通堵塞。足利市计划在春花公园来客高峰时，在足利市中心附近的渡良濑川河岸敷等地确保数百台的停车场，从足利站乘电车往返的公园和火车路线。因此，期待着绣球花公园的游客在市中心购物、吃喝，或与足利学校、傻阿寺周游。
此外，这是继1999年（平成11年）前桥大岛站之后19年在兩毛线上设置新车站，继2004年（平成16年）高崎問屋町站之后，JR东日本高崎分社管辖范围内14年后在高崎問屋町站设立新车站，继1983年（昭和58年）自治医大站之后，枥木县内的JR线35年后在JR东日本高崎分社管辖范围内设立新车站。

## 历史
- 2018年（平成30年）4月1日：开业[1][3][15]。
- 2020年（令和2年）3月14日：取消与富田站同等金额的运费、费用，重新适用本站起降的运费、费用[16]。

## 车站结构
單式月台1面1线，站台长度130m，车站只设置在线路的南侧（花园侧）。在两毛线单线区间没有交换设备的车站只有本站和大平下站。车站使用玻璃块，夜间用LED照明进行照明。基本上是无人车站，但是在繁忙期会有人来对应。设置简易Suica检票机、自动售票机。由足利站管理。

### 发车音樂
古澤巖的《Fine Day》自开业以来就作为其独特的发车旋律使用。这首曲子从2007年到2010年作为《起哄加》（朝日电视台）的主题曲被使用，根据古泽本人的演奏作为上行线用·下行线用重新收录。

## 运费计算的特例
- 从开业到2020年（令和2年）3月13日为止，因为适用与相邻车站富田站相同金额的运费、费用[1]，所以在该期间只在本站和富田站之间使用时，不能使用以Suica为首的IC卡乘车券，需要购买车票[1][18]。
- 从2020年（令和2年）3月14日开始，取消了与富田站同等金额的运费、费用适用的特例，新适用本站出发和到达的运费、费用，所以只在本站和富田站之间使用时也可以使用Suica等IC卡乘车券[16]。

## 车站周边
- 足利花卉公園
- 栗田美术馆（日语：栗田美術館）
- 富田邮局
- 枥木县道67号桐生岩舟线（日语：栃木県道67号桐生岩舟線）
- 迫间自然观察公园
- 熊野神社
- 曹洞宗东善院

## 圖庫

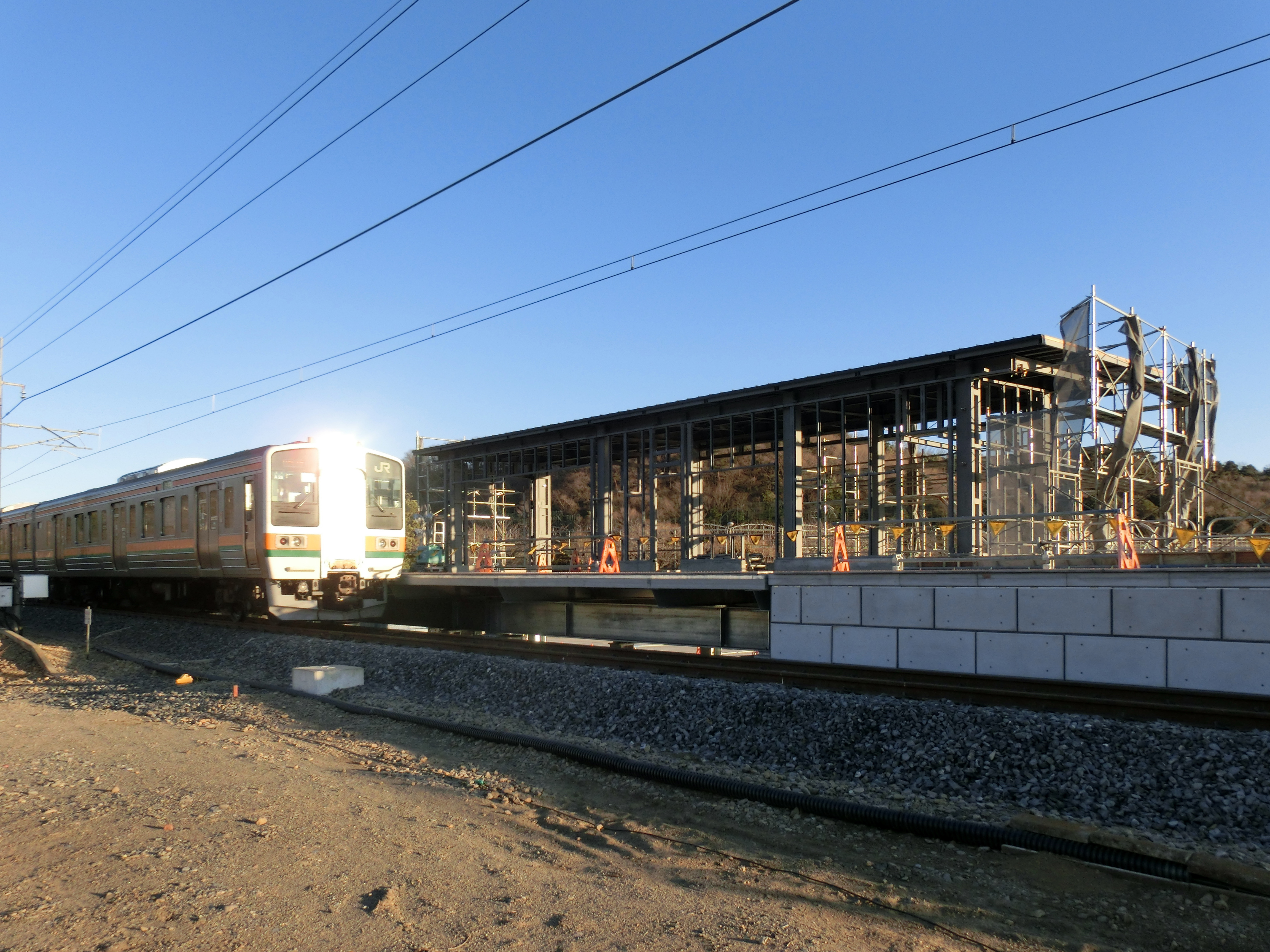
工程中的足利花卉公園站（2018年1月）
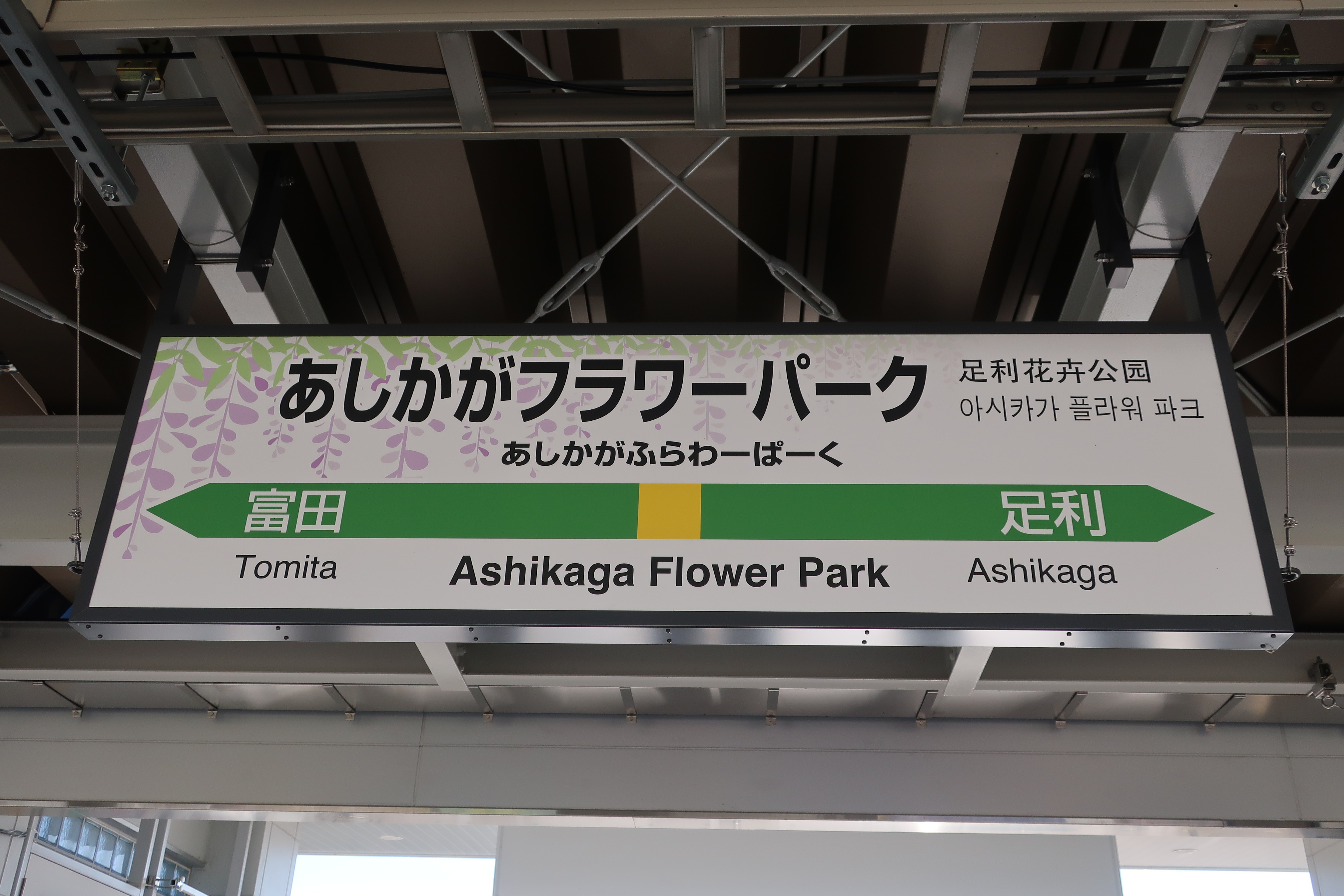
以藤之花作為背景的站名牌

## 相鄰車站
東日本旅客鐵道
■兩毛線
足利－足利花卉公園－富田

## 注腳

## 外部連結
- 車站資訊（足利花卉公園）：東日本旅客鐵道